# Émile Sacré
Émile Sacré foi um velejador francês, campeão olímpico. Ele competiu nas provas de classe 0 – ½ Ton e em todas as categorias da modalidade pelo Fantlet. Ele ganhou a medalha de ouro no final da segunda corrida desta classe; na primeira corrida, não terminou o percurso. Sacré foi um dos primeiros campeões do esporte após ter se tornado olímpico.